# Titularbistum Caesarea in Cappadocia dei Greco-Melkiti
Caesarea in Cappadocia dei Greco-Melkiti (ital.: Cesarea di Capadocia dei Greco-Melkiti) ist ein Titularbistum der katholischen Kirche, das vom Papst an Titularbischöfe aus der mit Rom unierten Melkitischen Griechisch-Katholischen Kirche vergeben wird. 
Es geht zurück auf einen untergegangenen Bischofssitz in der Stadt Kaisareia, heute  Kayseri, die in der römischen Provinz Cappadocia Prima im Zentrum Kleinasiens lag.
| Titularbischöfe von Caesarea in Cappadocia dei Greco-Melkiti |                 |                                          |                  |                   |
| Nr.                                                          | Name            | Amt                                      | von              | bis               |
| 1                                                            | Michel Hakim BS | Apostolischer Exarch von Kanada (Kanada) | 13. Oktober 1980 | 1. September 1984 |